# Syväjärvi (sjö i Finland, Kajanaland, lat 64,03, long 28,68)
Syväjärvi är en sjö i Finland. Den ligger i kommunen Sotkamo i landskapet Kajanaland, i den centrala delen av landet, 500 km norr om huvudstaden Helsingfors. Syväjärvi ligger 153,4 meter över havet. I omgivningarna runt Syväjärvi växer i huvudsak blandskog. Den är 12,1 meter djup. Arean är 54,6 hektar och strandlinjen är 5,44 kilometer lång. Sjön  ingår i Uleälvens huvudavrinningsområde. 